# Camille Clifford
Camilla Antoinette (Camille) Clifford (Anversa, 29 giugno 1885 – 28 giugno 1971) è stata un'attrice teatrale e modella belga.

## Biografia
Figlia di Reynold Clifford e Matilda Ottersen, visse in Svezia e dopo la morte dei genitori in Norvegia e Boston.
Come attrice teatrale una delle prime rappresentazioni a cui prese parte fu The Prince of Pilsen, in scena a Broadway dal 17 marzo 1903, interpretò ruoli minori fino a quando divenne celebre per essere una modella del Gibson Girl (di Charles Dana Gibson) , si trattava di un ideale di bellezza femminile dell'epoca. Grazie a tale successo il compositore attore Leslie Stiles scrisse per lei una canzone intitolata  Why do they call me a Gibson Girl
Altre rappresentazioni a cui prese parte furono The Catch of the Season al Vaudeville Theatre, con Ellaline Terris e Seymour Hicks e The Belle of Mayfair.
Si sposò due volte:
- Henry Lyndhurst Bruce (1906-1914)
- John Meredyth Jones Evans (1917-1957, il 20 luglio fu la data della sua morte[2])